# Ján Kostra
Ján Kostra (Turčianska Štiavnička, 4 dicembre 1910 – Bratislava, 5 novembre 1975) è stato un poeta, saggista, traduttore e pittore slovacco.
Utilizzò anche gli pseudonimi Ján Medník, Ján Robur e Kristián Benko, quest'ultimo in comune con Krista Bendová.

## Biografia

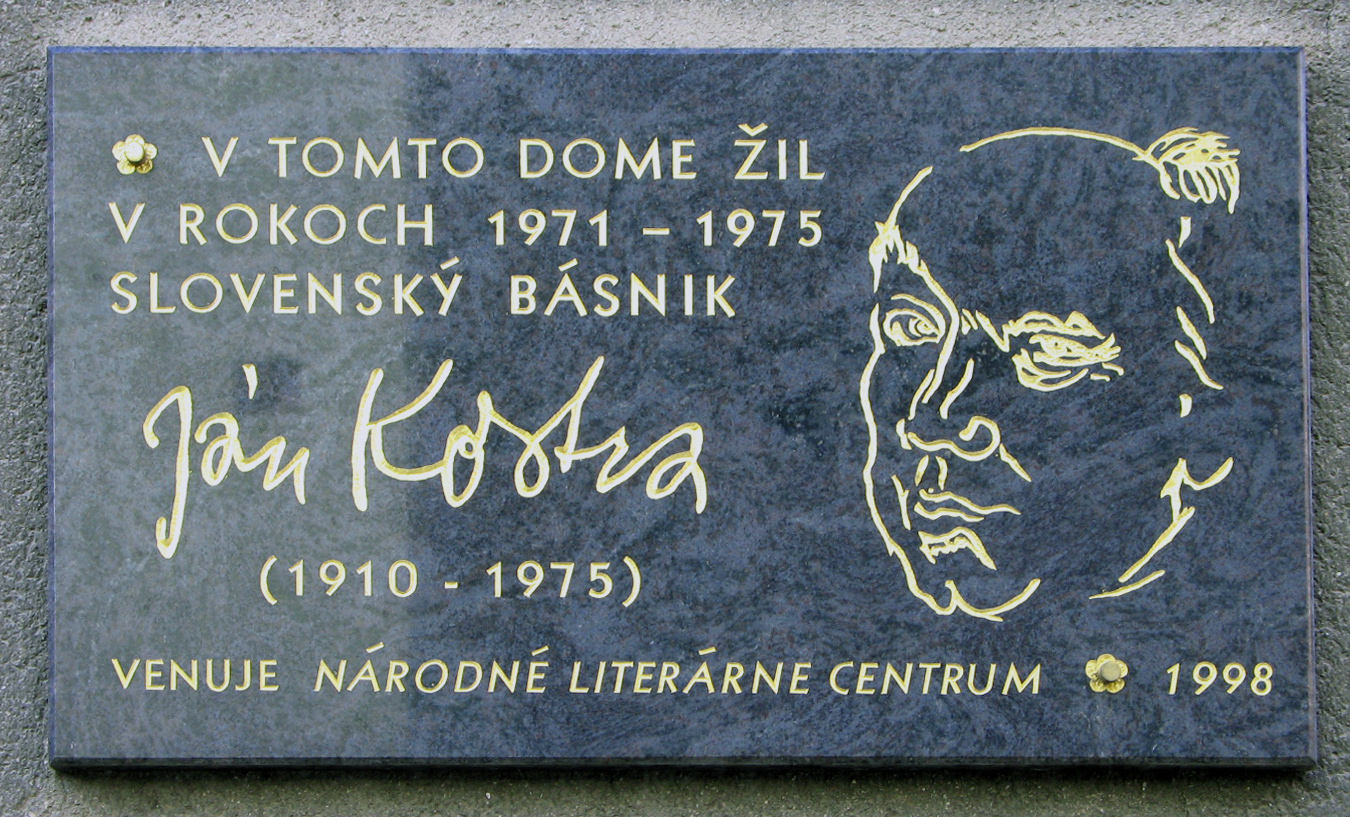
Una lapida che lo ricorda, a Bratislava.

Nacque nella famiglia di un contadino e ricevette la sua istruzione a Žilina, dal 1928 al 1934 studiò a Praga, prima all'Istituto artistico-industriale e poi alla facoltà di filosofia dell'Università Carolina. Dal 1930 al 1933 studiò anche architettura all'Università Tecnica Ceca di Praga. Nel 1934 interruppe gli studi senza averli portati a termine. Durante il periodo a Praga divenne membro del gruppo "Detvan", così come del gruppo letterario "R-10", di orientamento progressista e formato da universitari praghesi. Durante gli studi lavorò in un teatro e divenne anche un membro della compagnia di arte drammatica, con la quale partecipò nel 1933 al Festival del Teatro di Mosca.
Dopo aver terminato il servizio militare si stabilì a Bratislava, dove lavorò dal 1936 al 1937 come impiegato in banca e dal 1937 al 1938 come redattore di Robotnícke noviny ("Notizie operaie"). Dal 1938 al 1942 fu redattore della Radio Slovacca a Prešov e a Bratislava; proseguì in quest'impiego dopo la fine della Seconda guerra mondiale. Dal 1949 al 1956 fu segretario della sezione slovacca dell'Unione degli scrittori cecoslovacchi e dal 1952 al 1953 fu caporedattore del settimanale Kultúrny život ("Vita culturale") e in seguito lavorò per il prestigioso giornale Slovenské pohľady. Dal 1956 si dedicò interamente alla sua opera letteraria.
Fu sepolto al cimitero di Slávičie údolie a Bratislava.

## Attività
La sua produzione è annoverata tra i pilastri della lirica slovacca moderna con uno straordinario senso di pulizia della forma e di estetica della parola. Cominciò a pubblicare i primi suoi versi come studente delle scuole superiori: pubblicava prevalentemente su riviste (DAV, Svojeť, Mladé Slovensko, Slovenské pohľady, Elán, Slovenské smery, Tvorba, Kultúrny život, Národná obroda, Pravda, Nové slovo e altri). Le sue poesie erano di una purezza innovativa e tuttavia inimitabilmente erotiche. Nei suoi versi si trova un'ammirazione universale per le donne, che, grazie al suo profondo riguardo e all'amore per la madre, divengono per lui quasi esseri divini. Fu rappresentante della poesia impressionista-sensuale. La sua opera fu influenzata dagli slovacchi Laco Novomeský e Ján Smrek e dal ceco Vítězslav Nezval, ma soprattutto dall'altro ceco Jiří Wolker.
Mantenne sempre una rigida adesione al comunismo: nel 1949 pubblicò una poesia in onore di Stalin, nell'occasione del suo 70º compleanno, in cui esprime la sua ammirazione per la rivoluzione mondiale, per l'Unione Sovietica e per il partito comunista. In seguito, nel periodo della destalinizzazione, dovrà rinnegare la sua opera encomiastica.
Per quasi tutta la sua vita si dedicò anche all'arte figurativa. Tuttavia, considerava le sue opere come una cosa intima. La sua raccolta di poesie Ave Eva del 1943 uscì con le sue illustrazioni. Scrisse anche saggi sulla pittura moderna slovacca, ad esempio su Ľudovít Fulla.

## Riconoscimenti
- 1951 – Laureato al Premio di stato
- 1953 – Laureato al Premio di stato di II classe
- 1954 – Premio di stato Klement Gottwald per la letteratura
- 1960 – Titolo di Artista meritevole
- 1969 – Titolo di Artista nazionale

## Opere

### Poesia
- 1937 – Hniezda  ("Nidi")
- 1939 – Moja rodná ("Terra natale")
- 1940 – Ozubený čas ("Tempo dentato")
- 1942 – Puknutá váza ("Vaso incrinato")
- 1942 – Všetko je dobre tak ("Tutto va bene così")
- 1943 – Ave Eva
- 1946 – Presila smútku ("La prepotenza della tristezza")
- 1949 – Básne ("Poesie")
- 1949 – Na Stalina ("Su Stalin")
- 1950 – Za ten máj ("Dopo quel maggio")
- 1953 – Javorový list ("Foglia d'acero")
- 1958 – Šípky a slnečnice ("Frecce e girasoli")
- 1960 – Báseň, dielo tvoje ("Poeta, la tua opera")
- 1964 – Každý deň ("Ogni giorno")
- 1968 – Len raz ("Solo una volta")
- 1977 – Prvé a posledné ("Primo e ultimo"), raccolta postuma di poesie

### Selezione
- 1949, 1955, 1960 a 1963 – Básne ("Poesie")
- 1970 – Ave Eva a iné
- 1970 / 1973 – Vybrané spisy Jána Kostru I-III ("Scritti scelti di Ján Kostra")
- 1977 – Ave Eva
- 2004 – Chuť po bozkoch ("Voglia di baci")

### Poesia per ragazzi
- 1951 – Vtáčky ("Uccelli"), scritto con Krista Bendová, con lo pseudonimo Kristián Benko
- 1951 – Zvieratá ("Animali"), scritto con Krista Bendová, con lo pseudonimo Kristián Benko
- 1953 – Priamy smer do Tatier ("Diritti ai Tatra"), scritto con Krista Bendová, con lo pseudonimo Kristián Benko
- 1960 – Janko Hraško
- 1963 – Našiel som nožík rybku ("Ho trovato il coltello del pesce")

### Saggi
- 1944 – Básnik o básnictve ("Poesia sulla poesia")

### Traduzioni
- 1948 – François Villon: Malý testament
- 1953 – Maksim Gor'kij: Dievča a smrť
- 1958 – Charles Baudelaire: Kytica z Kvetov zla
- 1960 – Štafeta, selezione di poesie ceche moderne
- 1961 – Johann Wolfgang Goethe: Čarodejníkov učeň, selezione
- 1963 – Karel Hynek Mácha: Máj
- 1965 – Ján Hollý: Selanky, ammodernamento in versi
- 1973 – Vilém Závada: Jeden život, selezione di poesie

### In slovacco
- M. Chorváth, Básnické dielo Jána Kostru, Bratislava 1962.
- J. Pado, Potreba básne. Svet poézie Jána Kostru, Bratislava 1976.
- Alexander Matuška, Od včerajška k dnešku, Bratislava 1978, pp. 9 – 58.
- J. Bžoch, Nová zbierka Jána Kostru, in: Kontakty, výber statí o literatúre, Slovenský spisovateľ 1970.
- J. Bžoch, Kostrova ľúbostná lyrika, in: Kontakty, výber statí o literatúre, Slovenský spisovateľ 1970.
- V. Kochol, Preideologizovaný Kostra, in: V. Kochol, Literárne reflexie, Slovenský spisovateľ 1979.
- V. Kochol, Kostrove prvotiny, in Slovenské pohľady, 96, 1980, č. 12, pp. 65 – 80.
- S. Šmatlák, Dve storočia slovenskej lyriky, Bratislava 1979, pp. 427 – 435.
- J. Felix, Kritické rozlety, Bratislava 1985, pp. 120 – 128, 192 – 199, 256 – 258.
- Š. Strážay, Priezračný jesenný deň, in: J. Kostra, Záznam o jabloni, Bratislava 1987.
- V. Mikula, Od baroka k postmoderne, Bratislava 1997, pp. 97 – 103.

### In altre lingue
- Bruno Meriggi, Le letterature ceca e slovacca, Sansoni, 1968, pp. 308–309
- (FR)  Renée Perreal e Joseph A. Mikuš, La Slovaquie: une nation au cœur de l'Europe, Lausanne, 1992, pp. 175–176